# Villamaría
Villamaría è un comune della Colombia facente parte del dipartimento di Caldas.
Il centro abitato venne fondato da José Maria Ceballos, Antonio Cardona, Víctor Castaño, Alberto Salazar, Miguel Toro, Ezequiel Arango, José Maria González; Eufrasio Jaramillo, Domingo de Gregorio Gallego, Pompilio Hurtado, Mario Ceballos e Benedicto Ángel nel 1852.